# New Roads
New Roads è la città capoluogo della parrocchia di Pointe Coupee negli Stati Uniti d'America, nello Stato della Louisiana. La popolazione era di 6.993 abitanti nel 2010. Fa parte dell'Area Metropolitana di Baton Rouge.

## Curiosità
- New Roads è la città natale dell'ex ambasciatore statunitense presso la Santa Sede, Lindy Boggs.